# Ora il mondo è perfetto
Ora il mondo è perfetto è un brano dei Planet Funk con la voce di Giuliano Sangiorgi, contenuto nell'album The Great Shake + 2, (ristampa di The Great Shake) ed estratto come secondo singolo.

## Descrizione
Il brano entra in rotazione radiofonica il 4 maggio 2012.

## Video musicale
Il 20 giugno viene realizzato il video ufficiale e reso disponibile attraverso il canale YouTube del gruppo.

## Classifiche
| Classifica (2012) | Posizione massima |
| ----------------- | ----------------- |
| Italia            | 49                |